# National Register of Historic Places in Tennessee

Karte der Countys von Tennessee und Verteilung der NRHP-Einträge

Diese Tabelle enthält alle Listen, in denen die Einträge im National Register of Historic Places in den 95 Countys des US-amerikanischen Bundesstaates Tennessee aufgeführt sind:

## Anzahl der Objekte und Distrikte nach County
|       | \| \| County \| Liste der Einträge in das NRHP im County \| Anzahl \| \| ----- \| ---------- \| ---------------------------------------- \| ------- \| \| 1 \| Anderson \| NRHP-Einträge im Anderson County \| 18 \| \| 2 \| Bedford \| NRHP-Einträge im Bedford County \| 31 \| \| 3 \| Benton \| NRHP-Einträge im Benton County \| 4 \| \| 4 \| Bledsoe \| NRHP-Einträge im Bledsoe County \| 8 \| \| 5 \| Blount \| NRHP-Einträge im Blount County \| 73 \| \| 6 \| Bradley \| NRHP-Einträge im Bradley County \| 20 \| \| 7 \| Campbell \| NRHP-Einträge im Campbell County \| 6 \| \| 8 \| Cannon \| NRHP-Einträge im Cannon County \| 7 \| \| 9 \| Carroll \| NRHP-Einträge im Carroll County \| 5 \| \| 10 \| Carter \| NRHP-Einträge im Carter County \| 12 \| \| 11 \| Cheatham \| NRHP-Einträge im Cheatham County \| 8 \| \| 12 \| Chester \| NRHP-Einträge im Chester County \| 3 \| \| 13 \| Claiborne \| NRHP-Einträge im Claiborne County \| 13 \| \| 14 \| Clay \| NRHP-Einträge im Clay County \| 2 \| \| 15 \| Cocke \| NRHP-Einträge im Cocke County \| 12 \| \| 16 \| Coffee \| NRHP-Einträge im Coffee County \| 11 \| \| 17 \| Crockett \| NRHP-Einträge im Crockett County \| 1 \| \| 18 \| Cumberland \| NRHP-Einträge im Cumberland County \| 8 \| \| 19 \| Davidson \| NRHP-Einträge im Davidson County \| 182 \| \| 20 \| Decatur \| NRHP-Einträge im Decatur County \| 5 \| \| 21 \| DeKalb \| NRHP-Einträge im DeKalb County \| 5 \| \| 22 \| Dickson \| NRHP-Einträge im Dickson County \| 22 \| \| 23 \| Dyer \| NRHP-Einträge im Dyer County \| 8 \| \| 24 \| Fayette \| NRHP-Einträge im Fayette County \| 13 \| \| 25 \| Fentress \| NRHP-Einträge im Fentress County \| 11 \| \| 26 \| Franklin \| NRHP-Einträge im Franklin County \| 19 \| \| 27 \| Gibson \| NRHP-Einträge im Gibson County \| 17 \| \| 28 \| Giles \| NRHP-Einträge im Giles County \| 34 \| \| 29 \| Grainger \| NRHP-Einträge im Grainger County \| 7 \| \| 30 \| Greene \| NRHP-Einträge im Greene County \| 15 \| \| 31 \| Grundy \| NRHP-Einträge im Grundy County \| 22 \| \| 32 \| Hamblen \| NRHP-Einträge im Hamblen County \| 11 \| \| 33 \| Hamilton \| NRHP-Einträge im Hamilton County \| 101 \| \| 34 \| Hancock \| NRHP-Einträge im Hancock County \| 2 \| \| 35 \| Hardeman \| NRHP-Einträge im Hardeman County \| 12 \| \| 36 \| Hardin \| NRHP-Einträge im Hardin County \| 7 \| \| 37 \| Hawkins \| NRHP-Einträge im Hawkins County \| 12 \| \| 38 \| Haywood \| NRHP-Einträge im Haywood County \| 10 \| \| 39 \| Henderson \| NRHP-Einträge im Henderson County \| 4 \| \| 40 \| Henry \| NRHP-Einträge im Henry County \| 15 \| \| 41 \| Hickman \| NRHP-Einträge im Hickman County \| 12 \| \| 42 \| Houston \| NRHP-Einträge im Houston County \| 3 \| \| 43 \| Humphreys \| NRHP-Einträge im Humphreys County \| 10 \| \| 44 \| Jackson \| NRHP-Einträge im Jackson County \| 4 \| \| 45 \| Jefferson \| NRHP-Einträge im Jefferson County \| 12 \| \| 46 \| Johnson \| NRHP-Einträge im Johnson County \| 6 \| \| 47 \| Knox \| NRHP-Einträge im Knox County \| 105 \| \| 48 \| Lake \| NRHP-Einträge im Lake County \| 2 \| \| 49 \| Lauderdale \| NRHP-Einträge im Lauderdale County \| 5 \| \| 50 \| Lawrence \| NRHP-Einträge im Lawrence County \| 13 \| \| 51 \| Lewis \| NRHP-Einträge im Lewis County \| 7 \| \| 52 \| Lincoln \| NRHP-Einträge im Lincoln County \| 16 \| \| 53 \| Loudon \| NRHP-Einträge im Loudon County \| 20 \| \| 54 \| Macon \| NRHP-Einträge im Macon County \| 7 \| \| 55 \| Madison \| NRHP-Einträge im Madison County \| 28 \| \| 56 \| Marion \| NRHP-Einträge im Marion County \| 14 \| \| 57 \| Marshall \| NRHP-Einträge im Marshall County \| 20 \| \| 58 \| Maury \| NRHP-Einträge im Maury County \| 65 \| \| 59 \| McMinn \| NRHP-Einträge im McMinn County \| 17 \| \| 60 \| McNairy \| NRHP-Einträge im McNairy County \| 3 \| \| 61 \| Meigs \| NRHP-Einträge im Meigs County \| 38 \| \| 62 \| Monroe \| NRHP-Einträge im Monroe County \| 18 \| \| 63 \| Montgomery \| NRHP-Einträge im Montgomery County \| 53 \| \| 64 \| Moore \| NRHP-Einträge im Moore County \| 6 \| \| 65 \| Morgan \| NRHP-Einträge im Morgan County \| 2 \| \| 66 \| Obion \| NRHP-Einträge im Obion County \| 19 \| \| 67 \| Overton \| NRHP-Einträge im Overton County \| 6 \| \| 68 \| Perry \| NRHP-Einträge im Perry County \| 6 \| \| 69 \| Pickett \| NRHP-Einträge im Pickett County \| 3 \| \| 70 \| Polk \| NRHP-Einträge im Polk County \| 17 \| \| 71 \| Putnam \| NRHP-Einträge im Putnam County \| 13 \| \| 72 \| Rhea \| NRHP-Einträge im Rhea County \| 7 \| \| 73 \| Roane \| NRHP-Einträge im Roane County \| 20 \| \| 74 \| Robertson \| NRHP-Einträge im Robertson County \| 26 \| \| 75 \| Rutherford \| NRHP-Einträge im Rutherford County \| 48 \| \| 76 \| Scott \| NRHP-Einträge im Scott County \| 5 \| \| 77 \| Sequatchie \| NRHP-Einträge im Sequatchie County \| 5 \| \| 78 \| Sevier \| NRHP-Einträge im Sevier County \| 35 \| \| 79 \| Shelby \| NRHP-Einträge im Shelby County \| 178 \| \| 80 \| Smith \| NRHP-Einträge im Smith County \| 12 \| \| 81 \| Stewart \| NRHP-Einträge im Stewart County \| 15 \| \| 82 \| Sullivan \| NRHP-Einträge im Sullivan County \| 43 \| \| 83 \| Sumner \| NRHP-Einträge im Sumner County \| 35 \| \| 84 \| Tipton \| NRHP-Einträge im Tipton County \| 12 \| \| 85 \| Trousdale \| NRHP-Einträge im Trousdale County \| 6 \| \| 86 \| Unicoi \| NRHP-Einträge im Unicoi County \| 4 \| \| 87 \| Union \| NRHP-Einträge im Union County \| 5 \| \| 88 \| Van Buren \| NRHP-Einträge im Van Buren County \| 3 \| \| 89 \| Warren \| NRHP-Einträge im Warren County \| 22 \| \| 90 \| Washington \| NRHP-Einträge im Washington County \| 34 \| \| 91 \| Wayne \| NRHP-Einträge im Wayne County \| 8 \| \| 92 \| Weakley \| NRHP-Einträge im Weakley County \| 11 \| \| 93 \| White \| NRHP-Einträge im White County \| 11 \| \| 94 \| Williamson \| NRHP-Einträge im Williamson County \| 135 \| \| 95 \| Wilson \| NRHP-Einträge im Wilson County \| 24 \| \| Summe \| Summe \| Summe \| 2.030 1 \| |                                          |         |
|       | County | Liste der Einträge in das NRHP im County | Anzahl  |
| 1     | Anderson | NRHP-Einträge im Anderson County         | 18      |
| 2     | Bedford | NRHP-Einträge im Bedford County          | 31      |
| 3     | Benton | NRHP-Einträge im Benton County           | 4       |
| 4     | Bledsoe | NRHP-Einträge im Bledsoe County          | 8       |
| 5     | Blount | NRHP-Einträge im Blount County           | 73      |
| 6     | Bradley | NRHP-Einträge im Bradley County          | 20      |
| 7     | Campbell | NRHP-Einträge im Campbell County         | 6       |
| 8     | Cannon | NRHP-Einträge im Cannon County           | 7       |
| 9     | Carroll | NRHP-Einträge im Carroll County          | 5       |
| 10    | Carter | NRHP-Einträge im Carter County           | 12      |
| 11    | Cheatham | NRHP-Einträge im Cheatham County         | 8       |
| 12    | Chester | NRHP-Einträge im Chester County          | 3       |
| 13    | Claiborne | NRHP-Einträge im Claiborne County        | 13      |
| 14    | Clay | NRHP-Einträge im Clay County             | 2       |
| 15    | Cocke | NRHP-Einträge im Cocke County            | 12      |
| 16    | Coffee | NRHP-Einträge im Coffee County           | 11      |
| 17    | Crockett | NRHP-Einträge im Crockett County         | 1       |
| 18    | Cumberland | NRHP-Einträge im Cumberland County       | 8       |
| 19    | Davidson | NRHP-Einträge im Davidson County         | 182     |
| 20    | Decatur | NRHP-Einträge im Decatur County          | 5       |
| 21    | DeKalb | NRHP-Einträge im DeKalb County           | 5       |
| 22    | Dickson | NRHP-Einträge im Dickson County          | 22      |
| 23    | Dyer | NRHP-Einträge im Dyer County             | 8       |
| 24    | Fayette | NRHP-Einträge im Fayette County          | 13      |
| 25    | Fentress | NRHP-Einträge im Fentress County         | 11      |
| 26    | Franklin | NRHP-Einträge im Franklin County         | 19      |
| 27    | Gibson | NRHP-Einträge im Gibson County           | 17      |
| 28    | Giles | NRHP-Einträge im Giles County            | 34      |
| 29    | Grainger | NRHP-Einträge im Grainger County         | 7       |
| 30    | Greene | NRHP-Einträge im Greene County           | 15      |
| 31    | Grundy | NRHP-Einträge im Grundy County           | 22      |
| 32    | Hamblen | NRHP-Einträge im Hamblen County          | 11      |
| 33    | Hamilton | NRHP-Einträge im Hamilton County         | 101     |
| 34    | Hancock | NRHP-Einträge im Hancock County          | 2       |
| 35    | Hardeman | NRHP-Einträge im Hardeman County         | 12      |
| 36    | Hardin | NRHP-Einträge im Hardin County           | 7       |
| 37    | Hawkins | NRHP-Einträge im Hawkins County          | 12      |
| 38    | Haywood | NRHP-Einträge im Haywood County          | 10      |
| 39    | Henderson | NRHP-Einträge im Henderson County        | 4       |
| 40    | Henry | NRHP-Einträge im Henry County            | 15      |
| 41    | Hickman | NRHP-Einträge im Hickman County          | 12      |
| 42    | Houston | NRHP-Einträge im Houston County          | 3       |
| 43    | Humphreys | NRHP-Einträge im Humphreys County        | 10      |
| 44    | Jackson | NRHP-Einträge im Jackson County          | 4       |
| 45    | Jefferson | NRHP-Einträge im Jefferson County        | 12      |
| 46    | Johnson | NRHP-Einträge im Johnson County          | 6       |
| 47    | Knox | NRHP-Einträge im Knox County             | 105     |
| 48    | Lake | NRHP-Einträge im Lake County             | 2       |
| 49    | Lauderdale | NRHP-Einträge im Lauderdale County       | 5       |
| 50    | Lawrence | NRHP-Einträge im Lawrence County         | 13      |
| 51    | Lewis | NRHP-Einträge im Lewis County            | 7       |
| 52    | Lincoln | NRHP-Einträge im Lincoln County          | 16      |
| 53    | Loudon | NRHP-Einträge im Loudon County           | 20      |
| 54    | Macon | NRHP-Einträge im Macon County            | 7       |
| 55    | Madison | NRHP-Einträge im Madison County          | 28      |
| 56    | Marion | NRHP-Einträge im Marion County           | 14      |
| 57    | Marshall | NRHP-Einträge im Marshall County         | 20      |
| 58    | Maury | NRHP-Einträge im Maury County            | 65      |
| 59    | McMinn | NRHP-Einträge im McMinn County           | 17      |
| 60    | McNairy | NRHP-Einträge im McNairy County          | 3       |
| 61    | Meigs | NRHP-Einträge im Meigs County            | 38      |
| 62    | Monroe | NRHP-Einträge im Monroe County           | 18      |
| 63    | Montgomery | NRHP-Einträge im Montgomery County       | 53      |
| 64    | Moore | NRHP-Einträge im Moore County            | 6       |
| 65    | Morgan | NRHP-Einträge im Morgan County           | 2       |
| 66    | Obion | NRHP-Einträge im Obion County            | 19      |
| 67    | Overton | NRHP-Einträge im Overton County          | 6       |
| 68    | Perry | NRHP-Einträge im Perry County            | 6       |
| 69    | Pickett | NRHP-Einträge im Pickett County          | 3       |
| 70    | Polk | NRHP-Einträge im Polk County             | 17      |
| 71    | Putnam | NRHP-Einträge im Putnam County           | 13      |
| 72    | Rhea | NRHP-Einträge im Rhea County             | 7       |
| 73    | Roane | NRHP-Einträge im Roane County            | 20      |
| 74    | Robertson | NRHP-Einträge im Robertson County        | 26      |
| 75    | Rutherford | NRHP-Einträge im Rutherford County       | 48      |
| 76    | Scott | NRHP-Einträge im Scott County            | 5       |
| 77    | Sequatchie | NRHP-Einträge im Sequatchie County       | 5       |
| 78    | Sevier | NRHP-Einträge im Sevier County           | 35      |
| 79    | Shelby | NRHP-Einträge im Shelby County           | 178     |
| 80    | Smith | NRHP-Einträge im Smith County            | 12      |
| 81    | Stewart | NRHP-Einträge im Stewart County          | 15      |
| 82    | Sullivan | NRHP-Einträge im Sullivan County         | 43      |
| 83    | Sumner | NRHP-Einträge im Sumner County           | 35      |
| 84    | Tipton | NRHP-Einträge im Tipton County           | 12      |
| 85    | Trousdale | NRHP-Einträge im Trousdale County        | 6       |
| 86    | Unicoi | NRHP-Einträge im Unicoi County           | 4       |
| 87    | Union | NRHP-Einträge im Union County            | 5       |
| 88    | Van Buren | NRHP-Einträge im Van Buren County        | 3       |
| 89    | Warren | NRHP-Einträge im Warren County           | 22      |
| 90    | Washington | NRHP-Einträge im Washington County       | 34      |
| 91    | Wayne | NRHP-Einträge im Wayne County            | 8       |
| 92    | Weakley | NRHP-Einträge im Weakley County          | 11      |
| 93    | White | NRHP-Einträge im White County            | 11      |
| 94    | Williamson | NRHP-Einträge im Williamson County       | 135     |
| 95    | Wilson | NRHP-Einträge im Wilson County           | 24      |
| Summe | Summe | Summe                                    | 2.030 1 |